# Otto Muntsch
Otto Muntsch (* 21. September 1890 in Burglengenfeld (Oberpfalz); † 16. Mai 1945) war ein deutscher Arzt, Generalarzt und Giftgasexperte.

## Leben
Otto Muntsch war ein Sohn des Oberlandesgerichtsrates Karl Muntsch (* 1859) und seiner Frau Maria, geborene Fuchs. Muntsch ging in Würzburg auf ein Gymnasium, wechselte dann nach München und absolvierte dort sein Abitur. Dort studierte er Medizin und legte 1912 sein Physikum ab.
Beim Ausbruch des Ersten Weltkriegs wurde er Hilfsarzt beim Deutschen Roten Kreuz, erst im Lazarett Hohenaschau und dann in Waltershofen. 1915 wurde er Freiwilliger und ging für die militärische Grundausbildung zum Ersatz-Bataillon des Bayerischen 2. Infanterie-Regiments. Anschließend war er als Feldunterarzt im Bayerischen 16. Reserve-Infanterie-Regiment an der Front. 1916 legte er bei einem Heimaturlaub in München sein medizinisches Staatsexamen ab und erhielt die Approbation. Er wurde als Unterarzt in das aktive Sanitätsoffizierskorps übernommen. 1917 wurde er Assistenzarzt. Zum Ende des Krieges war er mit beiden Klassen des Eisernen Kreuzes und mit dem bayerischen Militärverdienstorden ausgezeichnet worden.
Muntsch war in der Schwarzen Reichswehr, wurde Chefarzt im Lazarett Grafenwöhr und wurde in das Landheer als Arzt des I. Bataillons des 19. Infanterie-Regiments in München übernommen. 1922 wurde er für ein halbes Jahr zu Albert Döderlein an die Universitäts-Frauenklinik München kommandiert und war 1923 Oberarzt und Adjutant beim Wehrkreisarzt VII. 1926 folgte eine erneute Kommandierung an eine Universität. Muntsch wurde zum Toxikologen Ferdinand Flury an das Pharmakologische Institut der Universität Würzburg geschickt. Von Oktober bis Dezember 1926 nahm er als medizinischer Experte an dem geheimen Reichswehrkommando Kommando Amberg teil, welches unter widrigen Bedingungen Kampfstoffversuchen in der Sowjetunion durchführte.  Bei Professor Flury promovierte er 1928 zum Kampfstoff Dichloräthylsulfid, wobei er dabei Ergebnisse von Tierversuchen heranzog.
In seiner Einschätzung sah er die Wirkung des Gaskrieges als gering auf die Soldaten an. Die Spätfolgen wurden von ihm dabei nicht gesehen, sodass er u. a. 1931 in seiner Veröffentlichung Leitfaden der Pathologie und Therapie der Kampfgaserkrankungen auf der Seite 78 von der „humanen Waffe“ schrieb. 1944 revidierte er in Anbetracht der an Lungenödem Vergifteten diese Ansicht.
1929 verließ er das Pharmakologischen Institut der Universität Würzburg und wurde zur fachhygienischen Ausbildung an das Reichsgesundheitsamt in Berlin kommandiert. Dort wurde er 1933 erst zum Stabsarzt und 1935 zum Oberstabsarzt befördert. Mit Erich Schütz hatte er ab 1933 geheime Giftgasversuche über die Wirkung von Grün- und Gelbkreuz, insbesondere über Kampfgaswirkungen auf Kreislauf und Atmung, durchgeführt. In der Folge befürwortete er die Untersuchungen Schützes zur Therapie des Grünkreuz-Vergiftung.
Muntsch wurde 1934 mit seiner Habilitationsschrift Über Blutveränderungen bei Kampfstofferkrankungen durch einen Gutachter abgelehnt. Wolfgang Heubner, ein Kritiker der Arbeiten von Muntsch, gab in seinem Gutachten an, dass die Arbeit qualitativ, aber besonders methodisch, wissenschaftlich nicht geeignet sei. Heubner sprach ihm die Fähigkeit zu klaren, widerspruchsfreien Formulierungen ab und geriet damit in Streit mit einem anderen Gutachter der Habilitation. Victor Schilling kam zu einer überdurchschnittlichen Bewertung. Letztendlich wurde er habilitiert und erhielt einen Lehrauftrag über Gas- und Luftschutz. So war er ab 1934 Privatdozent an einer Universität in Berlin. Zeitgleich wurde er in den preußischen Landesgesundheitsrat berufen und erhielt die Leitung der neu gebildeten Gastherapeutischen Abteilung (Giftgas), ab 1936 pharmakologisch-toxikologische Abteilung und ab 1938 pharmakologisch-toxikologische Institut, der Militärärztlichen Akademie. Dort war er 1937 auch Gutachter der Dissertation von Hermann Arnold.
Es folgte ein geheimes Auslandskommando, wobei er 1938 am chinesisch-japanischen Kriegsschauplatz eingesetzt wurde und mit dem japanischen Orden vom heiligen Schatz I. Klasse ausgezeichnet nach Deutschland zurückkehrte. Nach seinem Bericht gehörte er einer Gruppe von Sanitätsoffizieren an, welche das Land durchreisten, bei der Versorgung Verletzter unterstützte, aber den Einsatz von Giftgas durch die Japaner, entgegen der Wahrheit, nicht feststellen konnte. Im gleichen Jahr folgte seine Beförderung zum Oberstarzt.
Muntsch nahm als Divisionsarzt der 3. Panzer-Division am Einmarsch in das Sudetenland und die Tschechoslowakei teil. Ab April 1939 war er Leitender Sanitätsoffizier beim Wehrmachtsbevollmächtigten Reichsprotektor für Böhmen und Mähren. Durch diese Position konnte er eine Umhabilitation von Berlin nach Prag erreichen. Durch den Reichsminister für Wissenschaft, Erziehung und Volksbildung wurde Muntsch Ende November 1939 zum außerplanmäßigen Professor an der Medizinischen Fakultät der Deutschen Karls-Universität Prag ernannt. In der Folge kündigte er eine Vielzahl von Vorlesungen an, aber bereits Mitte 1940 musste er der Universität mitteilen, dass er an die Front abkommandiert werde. Ab dem 25. Oktober 1940 war er als Korpsarzt beim XIV. Panzerkorps. 1942 wurde Muntsch Generalarzt. Im April 1944 enthob er Kurt Strauß, welcher in Prag eingesetzt war, seines Amtes. Ab dem 17. September 1944 war Muntsch in der Führerreserve.
Eine Quelle gibt an, dass im Mai 1945 im Ersatzkrankenhaus Frauenheim, dem ehemaligen Reservelazarett VII, Otto Muntsch und seine Frau sterbend aufgefunden wurden. Nach der BA-Zentralnachweisstelle und anderen Quellen nahm sich Muntsch das Leben.
In der DDR wurden basierend auf dem Leitfaden der Pathologie und Therapie der Kampfgaserkrankungen unterschiedliche Moulagen angefertigt, welche in der Folge vielfach als Anschauungsobjekt produziert wurden.

## Veröffentlichungen (Auswahl)
- Beiträge zur Behandlung der Hautschädigungen durch Dichloräthylsulfid. Dissertation, Würzburg 1928.
- Leitfaden der Pathologie und Therapie der Kampfgaserkrankungen. Georg Thieme, Leipzig 1931; in mehreren Auflagen erschienen und auch in Spanische übersetzt.
- mit Fritz Wirth: Die Gefahren der Luft und ihre Bekämpfung im täglichen Leben, in der Technik und im Krieg. G. Stilke, Berlin 1933; in mehreren Auflagen erschienen.
- Über Giftgaserkrankungen und Gasschutz: Anleitung für die Bereitschaften und Schwesternschaften des Deutschen Roten Kreuzes. Berlin 1940.